# Earthling in the City
Earthling in the City is een extended play van de Britse muzikant David Bowie, uitgebracht in 1997. De EP, bestaande uit zes nummers, werd uitgebracht door GQ Magazine bij hun november 1997-uitgave. Het bestaat voornamelijk uit liveoptredens en remixen van nummers van Bowie's destijds meest recente albums, 1. Outside en Earthling.

## Tracklist
1. "Little Wonder" (Live in New York City, 9 januari 1997) (Bowie/Reeves Gabrels/Mark Plati) – 3:44
2. "Seven Years in Tibet" (Edit) (Bowie/Gabrels) – 3:59
3. "Pallas Athena" (Live in Amsterdam, 10 juni 1997) (Bowie) – 8:28
4. "The Hearts Filthy Lesson" (Live in New York City, 9 januari 1997) (Bowie/Brian Eno/Gabrels/Mike Garson/Erdal Kızılçay/Sterling Campbell) – 5:03
5. "Telling Lies" (Paradox Mix by A Guy Called Gerald) (Bowie) – 5:12
6. "Seven Years in Tibet" (Mandarin Version) (Bowie/Gabrels) – 3:58